# Cryptonatica bathybii
Cryptonatica bathybii is een slakkensoort uit de familie van de Naticidae. De wetenschappelijke naam van de soort is voor het eerst geldig gepubliceerd in 1879 door Friele.